# Goulet
Goulet is een plaats en voormalige gemeente in het Franse departement Orne in de regio Normandië en telt 304 inwoners (1999). De plaats maakt deel uit van het arrondissement Argentan.

## Geschiedenis
Goulet is op 1 januari 2018 gefuseerd met de gemeenten Montgaroult en Sentilly tot de gemeente Monts-sur-Orne. 

## Geografie
De oppervlakte van Goulet bedraagt 9,3 km², de bevolkingsdichtheid is 32,7 inwoners per km².
De onderstaande kaart toont de ligging van Goulet met de belangrijkste infrastructuur en aangrenzende gemeenten.

## Demografie
Onderstaande figuur toont het verloop van het inwonertal (bron: INSEE-tellingen).